# Simona néni
A Simona néni Dohnányi Ernő 1912-ben Drezdában bemutatott egyfelvonásos vígoperája, amelyet több német színpad is nagy sikerrel játszott az 1910-es, 1920-as években. A darab magyarországi bemutatójára 1933-ban került sor, ekkor azonban már különösebb visszhang nélkül maradt.

## Az opera szereplői
| Szereplő                               | Hangfekvés |
| -------------------------------------- | ---------- |
| Simona néni                            | alt        |
| Beatrix, az unokahúga                  | szoprán    |
| Giacinta, a komornájuk                 | szoprán    |
| Ghino, kertész, Beatrix titkos imádója | tenor      |
| Florio gróf, Ghino barátja             | basszus    |
| Nuto, házmester                        | basszus    |

- Történik: Olaszországban az 1900-as évek elején

## Az opera cselekménye
Simona nénit fiatalkorában elhagyta szerelme, ezért kiábrándult a férfiakból és egyenesen férfigyűlölővé vált. Megparancsolja Nutonak, a házmesterüknek, hogy egyetlen férfit se engedjen unokahúga, Beatrix közelébe. Nagynéni és unokahúga így éldegélnek kettesben, amíg egy nap Beatrix a rózsáit locsolva meg nem pillant egy ifiút az erkélyről, aki egy szál rózsát dob neki. De hát Nuto sem marad tétlen: a szerelmes férfi szándékait hamar keresztülhúzza. Amikor kertészre lesz szüksége a házmesternek, felveszi a magát süketnémának kiadó Ghinót, aki nem más, mint Beatrix titkos imádója, akit a lány még az erkélyről pillantott meg.
Egy nap az idős gavallér, Florio gróf halad el Simona néni hajléka előtt, aki meglepve ismeri fel a kertben sürgölődő kertészben régi jó barátját. Nuto, amint meghallja az éneket, természetesen az öreg urat is el akarja kergetni, de Ghino elrejti barátját az üvegházban. Beatrix szívesen hallgatta a gróf énekét, ezért nem tetszik neki, hogy őt is elzavarták. Meg is kérdezi nagynénjét: miért akar tőle távol tartani minden férfit? Simona néni erre csak azt feleli: tartsa magát távol minden férfitől. Giacinta, a komorna, csak Beatrix miatt van még mindig a háznál, a néni ki nem állhatja. Mikor a fiatal lány az ő véleményét kérdezi, akkor azt tanácsolja neki, hogy az a legfontosabb, hogy mindig a szívére hallgasson, ne a nagynénjére. Beatrice bánatában végül a süketnéma kertészhez fordul, aki erre hirtelen megszólal, és szerelmet vall neki. Simona néni zavarja meg a szerelmeseket, és rögtön elhatározza, hogy zárdába adja unokahúgát. Ekkor jön elő rejtekhelyéről Florio gróf, aki nem más, mint a néni egykori nagy szerelme. Így végül minden jóra fordul és Florio most már mint nagybácsi adja áldását a szerelmesekre.

## Az opera zenéje
Az opera zenéje egyértelműen a Wolf-Ferrari által kialakított, Wagnertól elszakadó, régi formákat felelevenítő könnyedebb operai irányához tartozik. Dohnányi stílusa eklektikus: Mozart, Wolf-Ferrari és Richard Strauss zeneszerzői sajátosságait egyaránt felhasználó. A Simona néni német opera olasz környezetben. Érdekes, hogy a szerző fiatalkora kora ellenére az egész darabot egyfajta rezignált derű jellemzi. Mintha Dohnányi egyenesen Simona néninek drukkolna a fiatalokkal szemben. A zene harmónia világa mindenesetre nagyon színes, de az énekszólamok nem szárnyalnak, mint azt általában a hallgatóság megszokta a vígoperák esetében. Ennek ellenére a zene olykor kifejezetten élvezetes, pergő vígoperai hangulatot is tud teremteni, de sajnos nem ez jellemző a mű egészére, ezért is tűnt el az opera színpadokról. Az vitathatatlan, hogy Dohnányi igényesen zenét komponált daljátékos léptékkel haladva, románcos és lírai dallamokat. Csak az a baj, hogy ezek nem képesek minden részletben azt nyújtani, amit egy vígoperától elvárhatnánk. Nagy hiba volt, hogy a darabot A tenor című opera sikerén felbuzdulva az operaház csak a harmincas évek elején tűzte műsorra. A Simona néni stílusa ekkor már nem volt aktuális, így a közönség részvétlenül fogadta, a darab nem ért meg sok előadást. A Hungaroton azonban kiadta az operát CD-n, így az érdeklődök számára hozzáférhető.